# Libby Dam
Der Libby Dam ist ein Staudamm am Kootenay River im US-Bundesstaat Montana. Er staut den Fluss zum Lake Koocanusa auf. Der Stausee gehört zum Flusssystem des Columbia River.

## Staudamm
Der 1966 bis 1972 errichtete Staudamm liegt 27 km oberhalb der Kleinstadt Libby. Der Libby Dam ist ein Mehrzweck-Projekt. Er dient dem Hochwasserschutz, der Energiegewinnung und der Erholung. Der Staudamm ist eine 916 m lange Gewichtsstaumauer aus Beton. Die Höhe über der Gründungssohle liegt bei 129 m. Der Damm ist für Erdbeben der Stärke 6,5 auf der Richterskala ausgelegt.

## Lake Koocanusa
Der 131 km lange und bis zu 3,8 km breite Stausee reicht bis nach British Columbia in Kanada. Die südlichen 74 km des Stausees liegen in Montana. Der kanadische Teil des Stausees liegt im Bereich der Verwerfungszone Rocky Mountain Trench. Bei Normalstau liegt der Wasserspiegel auf einer Höhe von 749,5 m. Der See bedeckt eine Fläche von 188,3 km². Zuflüsse des Stausees sind Kootenay River und Elk River. Das nutzbare Speichervolumen liegt bei 6100 Millionen m³. Der maximale Stauraum umfasst 7200 Millionen m³. Die Hochwasserentlastung ist für 4106 m³/s ausgelegt. Im Lake Koocanusa werden folgende Fischarten gefangen: Regenbogenforelle, (West Slope) Cutthroat-Forelle, Bachsaibling, Rotlachs, Quappe und Heringsmaräne.

## Kraftwerk
Das Wasserkraftwerk liefert seit dem 24. August 1975 Strom. Betreiber ist der U.S. Army Corps of Engineers, Das Kraftwerk besitzt fünf Generatoren zu je 120 MW. Die Fallhöhe liegt bei Normalstau bei 107 m. Der Ausbaudurchfluss beträgt 745,6 m³/s.